# Демократска Федеративна Југославија
Демократска Федеративна Југославија (скраћено ДФ Југославија или ДФЈ) је држава која је представљала прелазни период између монархије (Краљевине Југославије, која формално није била укинута) и народне републике (ФНР Југославија, која још увек није званично успостављена). 
Као институције ДФ Југославије постојале су Привремена влада ДФЈ, са трочланим Намесништвом, формирана 7. марта 1945. и Привремена народна скупштина ДФЈ, која је настала 10. августа 1945. трансформацијом Антифашистичког већа народног ослобођења (АВНОЈ), које је претходно допуњена народним посланицима из последњег сазива Народне скупштине Краљевине Југославије.

## Име
Иако је назив Демократска Федеративна Југославија ушао у званичну употребу тек од 10. августа 1945. године, постојале су две фазе употребе овог назива:
1) период ДФЈ са две југословенске владе од 29. новембар 1943. до 7. март 1945, током кога су постојале паралелно Владе Краљевине Југославије у егзилу и Национални комитет ослобођења Југославије у земљи који је себе сматрао револуционарном владом (обе владе су себе сматрале једином легалном владом). НКОЈ је у том периоду користио ДФЈ као назив земље.
2) прелазни период, током кога је постојала заједничка Привремена влада од 7. марта до 29. новембра 1945. године. Током тог периода обе стране (краљевска и НКОЈ) прихватиле су назив земље као ДФЈ, па се због тога у том периоду ДФЈ може сматрати задњом фазом краљевине и првом фазом социјалистичке Југославије. ФНР Југославија је проглашена 29. новембра 1945, а истом приликом је и проглашена република односно укинута монархија.

## Позадина
Одлукама Другог заседања АВНОЈ-а од 29. новембра 1943. године, постављени су принципи за оснивање федеративне државе југословенских народа после Другог светског рата, под вођством Комунистичке партије Југославије. Предвиђено је да Југославија буде федерација 6 народних република — Босна и Херцеговина, Македонија, Словенија, Србија, Хрватска и Црна Гора. Ова држава би правно заменила Краљевину Југославију, уз нека територијална проширења (Истра, Приморска).

## Историја
Име се појављује након што је краљ Петар II Карађорђевић пристао на формирање краљевског намесништва, које је затим дало мандат Јосипу Брозу Титу за формирање привремене владе, која је формирана 7. марта 1945, а у њу су ушли чланови НКОЈ и шест истакнутих грађанских политичара. Нову владу признале су Сједињене Америчке Државе, Совјетски Савез, Уједињено Краљевство и остале земље чланице Антифашистичке коалиције.
Нова влада није се заклела „краљу и народу“, како су се заклињале владе Краљевине Југославије, него само „народу“. Име државе промењено је, иако монархија (макар званично) није укинута. Остала је на снази одлука АВНОЈ о забрани повратка краља у земљу, те договорено решавање тог питања демократским путем по завршетку рата.
Пошто је 7. августа 1945. године у Београду отпочело Треће заседање АВНОЈ-а, краљ Петар II је одлучио да прогласом од 8. августа опозове сву тројицу краљевских намесника. Међутим, намесници се нису повиновали опозиву, а Привремена влада је закључком од 10. августа и формално анулирала краљеву одлуку.
Демократска Федеративна Југославија је званично проглашена 10. августа 1945. године на Трећем заседању АВНОЈ-а у Београду. После избора за уставотворну скупштину новембра исте године, држава је 29. новембра преименована у Федеративну Народну Републику Југославију а монархија званично укинута.

## Административна подела
У Демократској Федеративној Југославији било је конституисано шест федеративних држава: 
- Федерална Држава Босна и Херцеговина
- Федерална Држава Словенија
- Федерална Држава Србија
- Федерална Држава Хрватска
- Федерална Држава Црна Гора
- Демократска Федерална Македонија